# Enceinte de Granville
L'enceinte de Granville, ou enceinte de la Haute-Ville, correspond à l'enceinte urbaine enserrant la Haute Ville de Granville dans le département français de la Manche, en région Normandie. Les fortifications sont protégées au titre des monuments historiques.

## Localisation
L'ensemble, délimitant la Haute Ville et qui s'étend sur 500 mètres, est situé sur le cap Lihou, une étroite presqu'île rocheuse qui s'avance dans la mer, à l'ouest de la commune de Granville, dans le département français de la Manche.

## Historique
Les remparts de la Haute Ville furent bâtis à partir de 1439 par les Anglais. C'est Thomas de Scales, chef anglais, qui après avoir acquis la position de Jean d’Argouges, la rendit forte en coupant l'isthme étroit par un profond fossé taillé dans le roc, et fit bâtir au centre une citadelle ainsi que l'église Notre-Dame. En 1442, Louis d'Estouteville, les en chassera avant que les travaux soient finis. C'est Charles VII qui augmentera et finira les fortifications.
Les fortifications furent démolis en 1689 sur ordre de Louvois. Vers 1695, craignant une attaque anglaise, on construisit toutefois une redoute sur le Roc, telle que l'avait projetée Vauban. L'enceinte fut par la suite relevée entre 1727 et 1749, et remaniée de 1815 à 1840. 

## Description

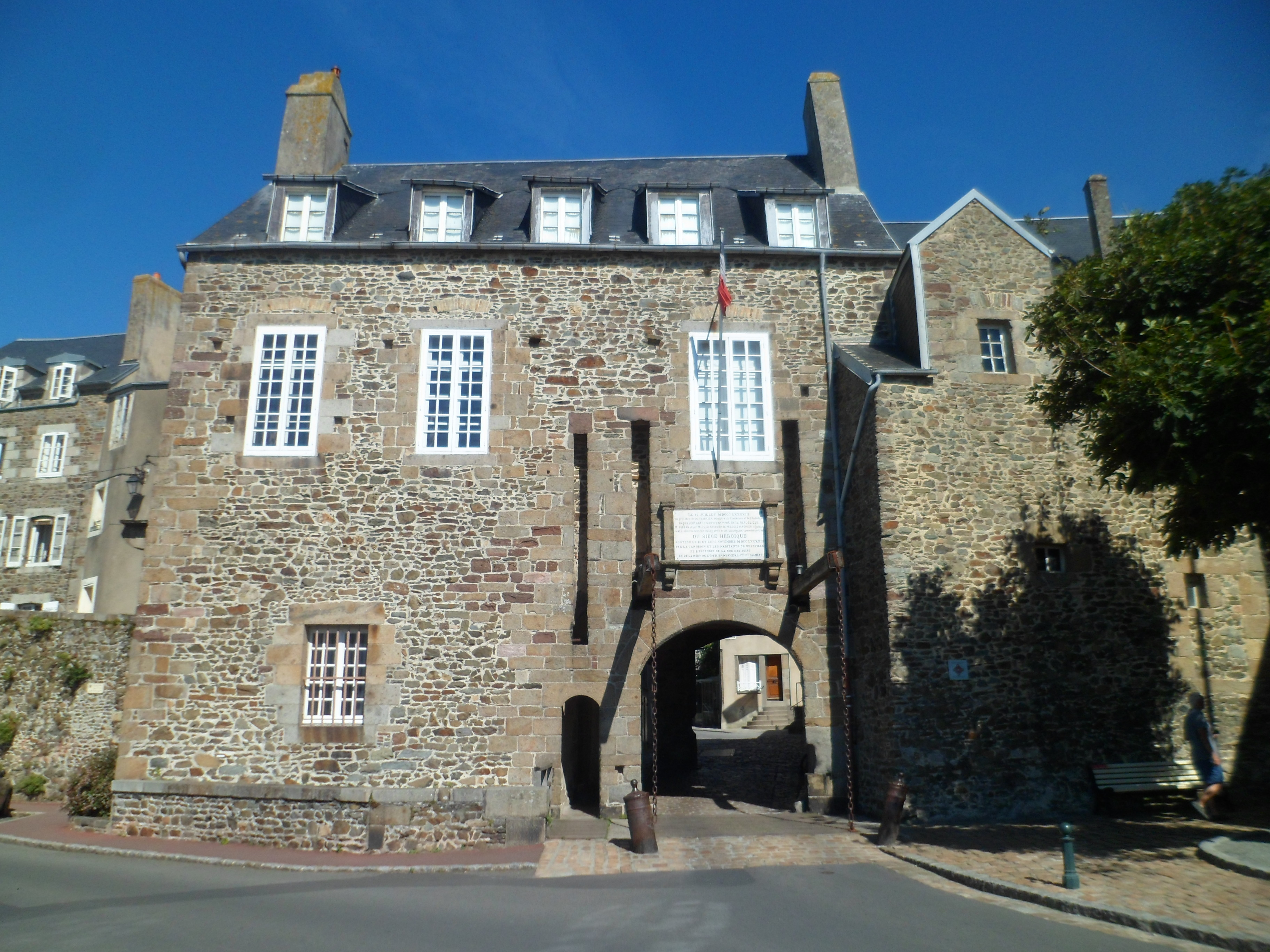
La Grand-Port avec son pont-levis, et au-dessus le Logis du Roi c. 1727-1749.

Il ne subsiste rien des remparts du XVe siècle, seul subsiste entre autres de l'époque de la reconstruction vers 1695 : la Grand-Porte avec son pont-levis, ainsi que le logement au-dessus, dit Logis du Roi où habitait le gouverneur de Granville, et la porte Saint-Jean. À noter que la pointe ouest du roc ne fut pas fortifiée et est restée dénudée, alors qu'à l'est , le « roc » a été isolé du plateau par une profonde tranchée creusée par les Anglais.
De la même façon, il ne reste rien de la citadelle construite au centre. Celle-ci avec l'église Notre-Dame représentait un carré de 150 mètres de côté. Ses fondations furent misent au jour en 1835, rue Saint-Michel, à une vingtaine de mètres à l'ouest de l'ancienne mairie.
Le plan de Gomboust daté de 1650 nous indique le tracé de l'enceinte qui devait comprendre l'église Notre-Dame et s'étendre jusqu'à l'isthme. En 1686, Vauban décrit la place : « il y a un rempart principal. Il est doublé à l'ouest par un autre un peu moins élevé, dont il est séparé par un fossé de deux à trois mètres de large. En outre, et toujours à l'ouest et au sud, cette double enceinte est triplée d'un chemin couvert, c'est-à-dire un grand fossé bordé de palissades. […] La montée du Moulin-à-Vent est occupée, par une fortification moderne et bizarre greffée sur l'enceinte principale »,.
L'enceinte principale a quant à elle été rasée en 1911 afin de faciliter l'accès à la plage du Casino. Le réduit, la fortification bizarre de Vauban et la braie (le rempart moins élevé) furent détruits au XVIIe siècle et servirent à combler le grand fossé.

## Protection
Au titre des monuments historiques : 
- la porte de ville, avec les toitures et les façades de la maison dans laquelle elle est encastrée, est classée par arrêté du 24 janvier 1931 ;
- l'enceinte en totalité est inscrite par arrêté du 26 octobre 2004.